# 顏樂楓
顏樂楓（Ngan Lok Fung，1993年1月26日—），生於香港，香港足球運動員，司職中場，現時效力香港超級聯賽球會理文。

## 早年生活
顏樂楓生於香港，自小與同是足球愛好者的父親一起看本地及外國足球賽事，於幼稚園時就已經熱愛足球，所以他於五歲便參加麥當奴青訓計劃的七歲組別，幾年後轉踢黃大仙區隊，2005年於天主教溥仁學校上午校畢業後為在體壇有好發展，而選擇體育名校賽馬會體藝中學，並在13歲加入傑志青年軍，當時他協助球隊奪得NIKE香港超級盃U15組別冠軍之餘，更獲選為賽事最有價值球員，雖然他為傑志青年軍捧起過不少青年賽錦標，但在體藝八年學界生涯都未有為學校帶來全港性錦標，更於2013年在其最後一屆學界足球精英賽四強射失十二碼，他在中四踏足職業球壇，更在傑志獲得上陣機會，使不少名校勁旅向顏樂楓招手，當時他一度決定轉校，更已向學校教練與隊友及老師道別，卻在到新學校會見校長前一晚，因不捨體藝朋友而收回轉校決定。

## 球會生涯
2010年，顏樂楓與母會傑志簽約踏足職業球壇，更在同年7月與另一位學徒球員李嘉進獲傑志選派到西班牙當地，隨西丙球會岩布斯特跟操一個月，直到2011年6月獲提拔為傑志一隊成員，並於9月3日在聯賽揭幕戰對晨曦時，正選登場至下半場被教練換走。
他於2012年6月外借至太陽飛馬，其後再於2013年6月外借至皇室南區，到2014年7月回歸傑志，並協助母會完成三冠王，而他在需要較多本地球員的亞洲球會賽事獲委重任，並於8月19日作客以4–2擊敗越南球會寧平水泥的亞協盃八強首回合，首度於亞協盃亮相，即交出1個入球及1個助攻，其後他於2015年2月25日，以3–0擊敗新加坡球會馬里士他卡沙的亞協盃分組賽，再次取得入球，賽後被本地媒體冠以亞協殺手的稱號。
不過奈何傑志中場球員鼎盛，缺乏上陣機會下，導致顏樂楓選擇於2016年7月外借到九巴元朗並穩坐正選位置，於9月24日以2–2迫和香港飛馬的聯賽，取得加盟後的首個入球，而季尾元朗向傑志提出續借顏樂楓，惟傑志外借他到新成立的港超聯球會理文成為球隊創隊隊員，並在2018年4月14日對東方龍獅的聯賽，取得加盟後的首個入球，但最終理文以2–3僅敗。
2019年4月27日，顏樂楓協助理文於菁英盃決賽擊敗佳聯元朗，奪得球會歷史上首項重要錦標。
2022年9月3日，顏樂楓為球隊理文於正式比賽上陣100場。

## 國際賽生涯
2013年9月，顏樂楓首次入選香港足球代表隊，並於9月6日友賽作客緬甸國家隊時，以正選身份上陣首次代表香港，惟該賽事因緬甸換入多於六名球員被FIFA訂為非國際A級賽，因此4天後香港於主場對新加坡國家隊的國際友誼賽，顏樂楓後備入替才首度代表香港於國際A級賽亮相，並協助香港以1–0勝出，
他在2015年4月擔任香港U23代表隊隊長，出戰於高雄舉行的2016年奧運足球外圍賽首圈，同組對手包括三戰全勝出線次輪的澳洲、緬甸及東道主中華台北，結果香港U23三戰皆大敗而回名列榜尾，賽後顏樂楓哭成淚人失望離場，亦是香港足球歷史上首次敗給中華台北。
2021年6月3日，事隔多年後顏樂楓於伊朗對香港的世界盃外圍賽再次替香港隊上陣。

## 家庭生活
2017年6月29日，顏樂楓到訪愛爾蘭第7至12級聯賽的基爾代爾郡地區足球聯賽球會Monread FC，他獲對方招待並獲球會主席謝利梅菲贈送球會的球衣，而顏樂楓則以九巴元朗的球衣與對方作交換，其後更與Monread FC球員們一起享受足球的樂趣，事後顏樂楓獲Monread FC在官方社交媒體專頁宣揚，並稱其到訪令球會感到光榮。
顏樂楓父親一度在太子經營的德發潮州飯店，而他不僅支持愛兒追尋足球夢，本身也是名球迷，為吸引更多港超聯球員和球迷來食飯討論球賽，特意設計一個優惠，就是凡港超球員到本店惠顧都會有9折，而球迷只要手持當日的港超聯門票都可以免費換汽水一罐。2017年11月16日顏樂楓於香港中文大學運動科學系正式大學畢業。

## 榮譽
傑志
- 香港甲組聯賽冠軍（2010–11、2011–2012季度）
- 香港聯賽盃冠軍（2014–15季度）
- 香港足總盃冠軍（2014–15季度）
- 香港超級聯賽冠軍（2014–15季度）

理文
- 香港菁英盃冠軍（2018–19季度）
- 香港超級聯賽冠軍（2023–24季度）

香港代表隊
- 港澳埠際賽冠軍（2012、2013、2017年）
- 東亞運動會殿軍（2013年）
- 省港盃冠軍（2018年）

個人
- NIKE CUP男子U18組別 最有價值球員（2009年）
- 香港足球明星選舉 明星十一人（2020–21季度）

## 外部連結
- 香港足球總會球員註冊資料 （页面存档备份，存于）